# (4646) Kwee
(4646) Kwee ist ein Asteroid des Hauptgürtels, der am 24. September 1960 vom Forscherteam Cornelis Johannes van Houten und Tom Gehrels im Rahmen des Palomar-Leiden-Surveys entdeckt wurde.
Der Asteroid trägt den Namen des niederländischen Astronomen Kiem Keng Kwee.